# Luis Marín Barahona
Luis Marín Batahona (Santiago, 13 aprile 1983) è un calciatore cileno, portiere del Deportes Temuco.